# حمض كلورو أسيتيك
حمض كلورو الأسيتيك، المعروف صناعيًا باسم حمض الخليك أحادي الكلور (MCA)، هو مركب كلور عضوي بلوري، يحضر بهلجنةٍ مباشرةٍ لحمض الخليك، يستعمل في عمليات الاصطناع العضوي.